# Österrike i olympiska sommarspelen 1976
Österrike deltog i de olympiska sommarspelen 1976 med en trupp bestående av 60 deltagare, 54 män och sex kvinnor, vilka deltog i 44 tävlingar i 15 sporter. Landets enda medalj var ett brons, som togs av Rudolf Dollinger i skytte.

## Bågskytte
Herrarnas individuella tävling
- Oswald Probts — 2173 poäng (→ 33:e plats)

## Cykling
Herrarnas linjelopp
- Herbert Spindler — 4:49:01 (→ 18:e plats)
- Roman Humenberger — 4:49:01 (→ 21:a plats)
- Wolfgang Steinmayr — 4:49:01 (→ 27:e plats)
- Rudolf Mitteregger — 5:00:19 (→ 51:a plats)

Herrarnas lagtempo
- Leo Karner
- Roman Humenberger
- Rudolf Mitteregger
- Johann Summer

## Friidrott
Herrarnas tiokamp
- Georg Werthner
  - Final — 7443 poäng (→ 16:e plats)

## Fäktning
Herrarnas värja
- Karl-Heinz Müller
- Peter Zobl-Wessely
- Herbert Lindner

Herrarnas lagtävling i värja
- Herbert Lindner, Karl-Heinz Müller, Herbert Polzhuber, Peter Zobl-Wessely

Herrarnas sabel
- Hanns Brandstätter

## Segling
| Seglare                                       | Gren            | Lopp | Lopp | Lopp | Lopp | Lopp | Lopp | Lopp | Nettopoäng | Slutlig placering |
| Seglare                                       | Gren            | 1    | 2    | 3    | 4    | 5    | 6    | 7    | Nettopoäng | Slutlig placering |
| --------------------------------------------- | --------------- | ---- | ---- | ---- | ---- | ---- | ---- | ---- | ---------- | ----------------- |
| Ernst Seidl Johann Eisl                       | Flying Dutchman | 15   | 10   | 7    | 12   | 2    | 16   | 15   | 92,0       | 13                |
| Hans Prack Bernhard Prack                     | Tornado         | 10   | 8    | 6    | 10   | 3    | 10   | 9    | 78,4       | 11                |
| Carl Auteried Wolfgang Boehm                  | Tempest         | 10   | 14   | 11   | 11   | 5    | 11   | DNS  | 97,0       | 12                |
| Hubert Raudaschl Walter Raudaschl Rudolf Mayr | Soling          | 13   | 17   | 15   | 20   | 9    | 16   | 17   | 123,0      | 17                |